# Heinrich Hentzi
Heinrich Hentzi von Arthurm (født 24. oktober 1785 i Debrecen, død 22. maj 1849 i Ofen) var en østrigsk general.
Hentzi deltog med udmærkelse i krigene mod Napoleon 1805, 1809, 1813 og 1814. Senere forrettede han tjeneste i forskellige fæstninger, blev 1841 ingeniøroberst og avancerede nogen tid efter til generalmajor. I 1848 ansattes han som kommandant i fæstningen Peterwardein, ved hvis fald han som krigsfange førtes til Ofen. Ved denne bys indtagelse af de kejserlige tropper genvandt han sin frihed og udnævntes ved den kejserlige hærs tilbagegang af general Windischgrätz til kommandant i byen. Han afslog med bestemthed Görgeis opfordring til at overgive fæstningen, afslog 20 stormforsøg med sine 5000 mand mod belejrernes 30 000 og såredes dødelig ved byens indtagelse 21. maj 1849.